# Volkmar II. (Harzgau)
Volkmar II. († 1. September oder 1. Oktober 1015) war Graf im Harzgau.
Volkmar II. war wohl ein Wettiner und möglicherweise ein Sohn des 945 bezeugten Harzgaugrafen Volkmar I., er kann aber auch ein Sohn des Grafen Friedrich III. im Harzgau und so eventuell ein Enkel Volkmars I. gewesen sein.
Volkmar fiel am 1. September (oder 1. Oktober) 1015 auf dem vierten Feldzug Kaiser Heinrichs II. gegen König Boleslaw von Polen bei Crossen an der Oder mit der von Markgraf Gero befehligten Nachhut des kaiserlichen Heers.